# Canonização de João XXIII e João Paulo II
O Papa João XXIII (25 de novembro de 1881 — 3 de junho de 1963) e o Papa João Paulo II (18 de maio de 1920 — 2 de abril de 2005) reinaram como papas da Igreja Católica e soberanos do Estado do Vaticano, respectivamente de 1958-1963 e de 1978 a 2005.
A decisão de canonizá-los foi oficializada pelo Papa Francisco a 5 de julho de 2013, após o reconhecimento de um milagre atribuído à intercessão de João Paulo II, enquanto que João XXIII foi canonizado por seus méritos de abrir o Concílio Vaticano II. A data da canonização foi marcada a 30 de setembro de 2013.
A Canonização dos dois Pontífices aconteceu no dia 27 de abril de 2014. A Missa de canonização foi celebrada pelo Papa Francisco, tendo o papa emérito, Bento XVI, sido o concelebrante. Ocorreu na Praça de São Pedro, no Vaticano, em Roma, na manhã do Domingo da Divina Misericórdia, o segundo domingo da Páscoa e no final da Oitava da Páscoa.
Esta Santa Missa Solene com o Rito de Canonização foi a primeira a ser transmitida em 3D e em HD em cinemas do mundo inteiro, em uma parceria entre o Centro Televisivo Vaticano (CTV), RadioAudiodifusione Italiana (RAI) e SKY. No Brasil foi exibida pela rede Cinemark Brasil.

## A cerimônia

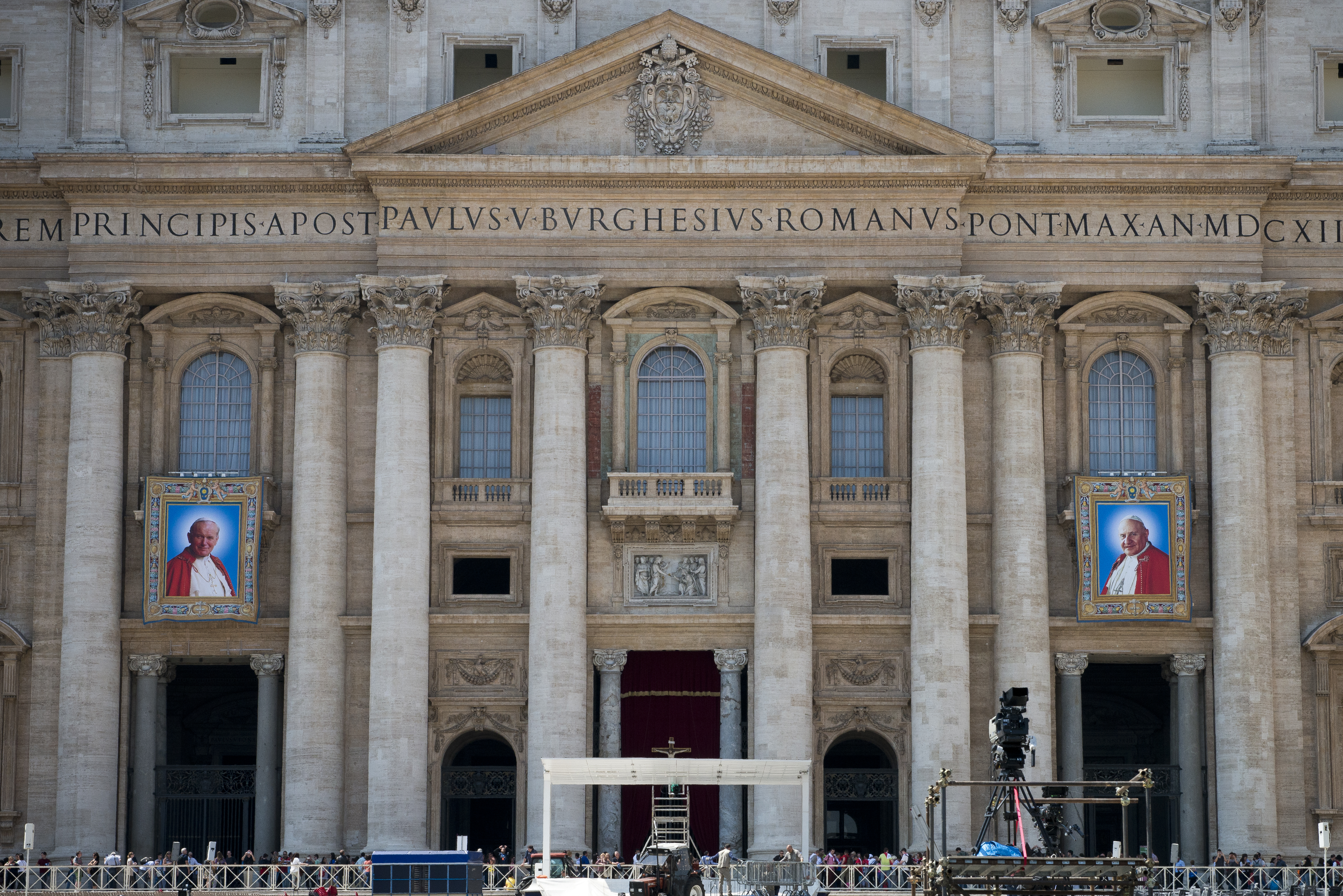
Vista da Basílica de São Pedro com os retratos dos dois Papas exibidos aos fiéis.

Entre 140 e 150 cardeais, 1 000 bispos, 6 000 padres, e 200 diáconos concelebraram a missa de canonização.
A cerimônia começou com a chegada do Papa Francisco em uma procissão formada pelos cardeais, bispos e patriarcas do Oriente, que cantaram a Ladainha de Todos os Santos. Depois de Francisco fazer as honras a seu antecessor, Bento XVI, o cardeal Angelo Amato, prefeito da Congregação para as Causas dos Santos, acompanhado por dois postuladores deu início ao ritual de canonização, para que o Papa pudesse pronunciar a fórmula consagrada em  latim, "louvando a Santíssima Trindade, exaltando a fé católica no desenvolvimento da vida cristã, através da autoridade de Nosso Senhor Jesus Cristo, dos Santos Apóstolos Pedro e Paulo, e nossa". Depois de muito pensar, invocou várias vezes a ajuda divina e, por fim, declarou santos, os beatos João XXIII e João Paulo II, inserindo-os no Livro dos Santos, e emitiu um decreto que deve ser aceito por toda a Igreja. Finalizou o momento com o sinal da cruz. A fórmula foi recebida com euforia pela multidão (cerca de 800 000 fiéis), que emanou gritos e foram soados os sinos, cantando o  Veni Creator Spiritus. No final do rito, foram apresentadas relíquias dos dois santos, decoradas com ramos de oliveira de prata: um pedaço de pele de João XXIII e um pequeno frasco com o sangue de João Paulo II. A cerimônia foi patrocinada por bancos e empresas petroquímicas.

## Autoridades presentes na canonização

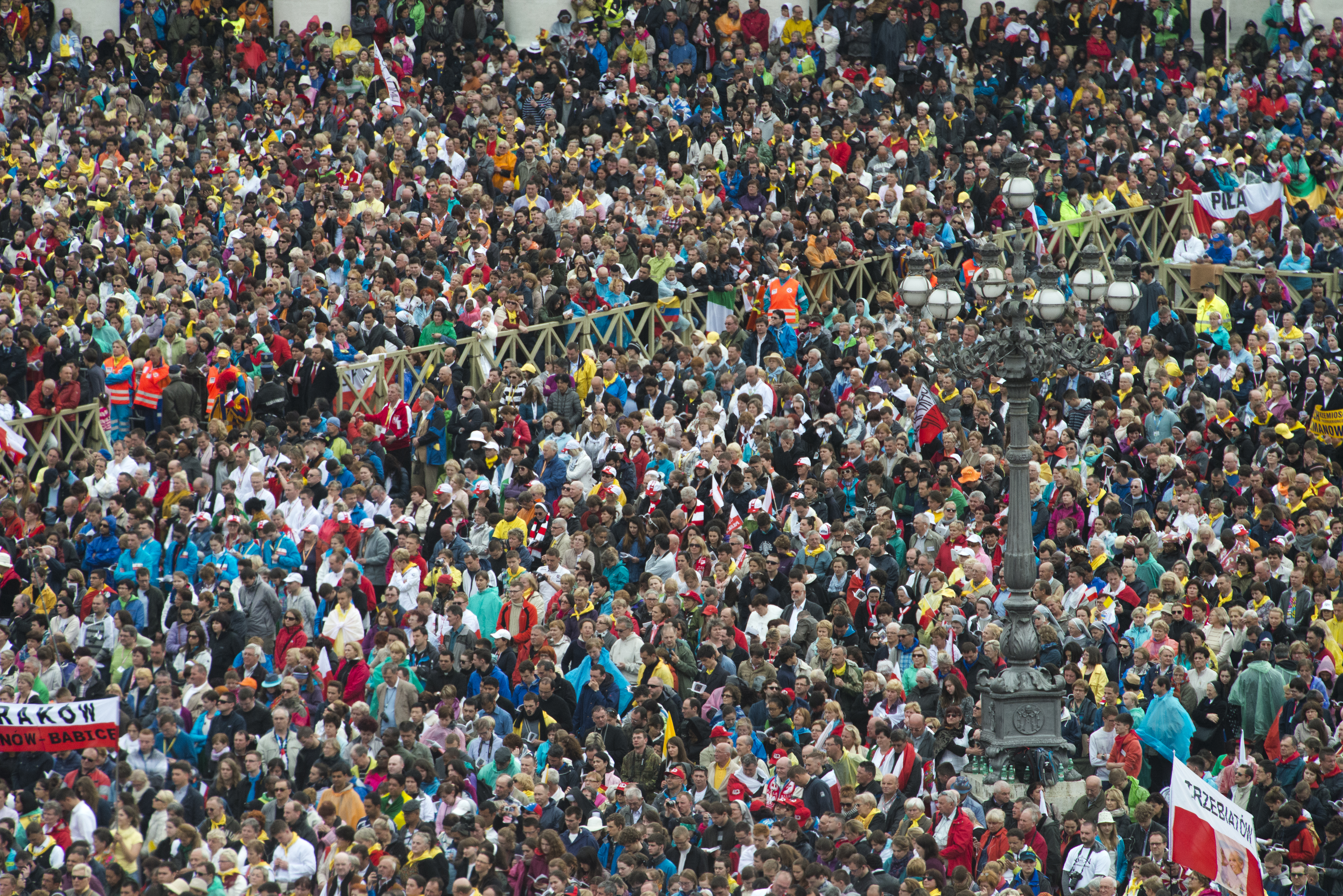
Foto da multidão que peregrinou à Roma a fim de assistir à missa de canonização, da qual cerca de 800 000 fiéis compareceram.

93 delegações de Estados ou de organizações internacionais compareceram ao evento.

### África
| País             | Título     | Dignitário                    |
| ---------------- | ---------- | ----------------------------- |
| Camarões         | Presidente | Paul Biya                     |
| Gabão            | Presidente | Ali Bongo Ondimba             |
| Guiné Equatorial | Presidente | Teodoro Obiang Nguema Mbasogo |
| Zimbábue         | Presidente | Robert Mugabe                 |

### Américas
| País           | Título                             | Dignitário             |
| -------------- | ---------------------------------- | ---------------------- |
| Argentina      | Presidente da Câmara dos Deputados | Julián Domínguez       |
| El Salvador    | Presidente                         | Mauricio Funes         |
| Equador        | Presidente                         | Rafael Correa          |
| Estados Unidos | Assessor especial do Presidente    | John Podesta           |
| Honduras       | Presidente                         | Juan Orlando Hernández |
| México         | Primeira-dama                      | Angélica Rivera        |
| Paraguai       | Presidente                         | Horacio Cartes         |

### Ásia
| País   | Título            | Dignitário         |
| ------ | ----------------- | ------------------ |
| Líbano | Presidente        | Dalia Grybauskaite |
| Líbano | Primeiro-ministro | Tammam Salam       |

### Europa
| País                 | Título                             | Dignitário                    |
| -------------------- | ---------------------------------- | ----------------------------- |
| Andorra              | Copríncipe                         | Joan Enric Vives Sicília      |
| Bélgica              | Antigo rei                         | Alberto II da Bélgica         |
| Bélgica              | Antiga rainha                      | Paola da Bélgica              |
| Bósnia e Herzegovina | Presidente                         | Bakir Izetbegović             |
| Bulgária             | Presidente                         | Rosen Plevneliev              |
| Bulgária             | Primeiro-ministro                  | Plamen Oresharski             |
| Croácia              | Presidente                         | Ivo Josipović                 |
| Croácia              | Primeiro-ministro                  | Zoran Milanović               |
| Eslováquia           | Presidente                         | Ivan Gašparovič               |
| Eslováquia           | Primeiro-ministro                  | Robert Fico                   |
| Eslovênia            | Presidente                         | Borut Pahor                   |
| Eslovênia            | Primeiro-ministro                  | Alenka Bratušek               |
| Espanha              | Rei                                | Juan Carlos I da Espanha      |
| Espanha              | Rainha                             | Sofia da Espanha              |
| França               | Primeiro-ministro                  | Manuel Valls                  |
| França               | Ex- primeira-dama                  | Bernadette Chirac             |
| França               | Ex- primeiro-ministro              | François Fillon               |
| França               | Senador                            | Charles Revet                 |
| França               | Membro do Parlamento               | Xavier Breton                 |
| Hungria              | Presidente                         | János Áder                    |
| Hungria              | Primeiro-ministro                  | Viktor Orbán                  |
| Irlanda              | Primeiro-ministro                  | Enda Kenny                    |
| Itália               | Presidente                         | Giorgio Napolitano            |
| Itália               | Primeira-dama                      | Clio Maria Bittoni            |
| Itália               | Primeiro-ministro                  | Matteo Renzi                  |
| Kosovo               | Presidente                         | Atifete Jahjaga               |
| Liechtenstein        | Príncipe                           | Hans-Adam II de Liechtenstein |
| Lituânia             | Presidente                         | Michel Sleiman                |
| Lituânia             | Primeiro-ministro                  | Algirdas Butkevicius          |
| Luxemburgo           | Grão-duque                         | Henrique de Luxemburgo        |
| Polônia              | Presidente                         | Bronislaw Komorowski          |
| Polônia              | Primeira-dama                      | Anna Komorowska               |
| Polônia              | Primeiro-ministro                  | Donald Tusk                   |
| Polônia              | Ex-presidente                      | Aleksander Kwasniewski        |
| Polônia              | Ex- primeira-dama                  | Jolanta Kwasniewska           |
| Polônia              | Ex-presidente                      | Lech Walesa                   |
| Polônia              | Ex- primeira-dama                  | Danuta Walesa                 |
| Polônia              | Presidente do Sejm                 | Ewa Kopacz                    |
| Polônia              | Presidente do Senado               | Bogdan Borusewicz             |
| Portugal             | Ministro dos Negócios Estrangeiros | Rui Machete                   |
| Ucrânia              | Primeiro-ministro                  | Arseniy Yatsenyuk             |

### Órgãos supranacionais e organizações
| País                                                         | Título                          | Dignitário                |
| ------------------------------------------------------------ | ------------------------------- | ------------------------- |
| Organização das Nações Unidas para Alimentação e Agricultura | Diretor-geral                   | José Graziano da Silva    |
| Organização dos Estados Americanos                           | Secretário-geral                | Miguel Insulza            |
| Programa Alimentar Mundial                                   | Diretora-executiva              | Ertharin Cousin           |
| União Europeia                                               | Presidente do Conselho Europeu  | Herman van Rompuy         |
| União Europeia                                               | Presidente da Comissão Europeia | José Manuel Durão Barroso |
| União Europeia                                               | Vice-presidente do Parlamento   | Miguel Ángel Martínez     |